# Промисловість облицювального каменю
Промисловість облицювального каменю (рос. промышленность облицовочного камня, англ. facing stone industry; нім. Verblendsteinindustrie f) — підгалузь промисловості будівельних матеріалів, що виробляє облицювальні матеріали і вироби з природного каменю (граніту, мармуру, туфу, ін. гірських порід) для капітального будівництва (блоки природного каменю, облицювальні плити, архітектурно-будівельні вироби, бортові і брусові камені).
Промисловість облицювального каменю розвинена в Італії, Іспанії, РФ, Україні, Вірменії, ін. країнах.